# Rin (jednostka miary)
rin (jap. 厘) – tradycyjna japońska jednostka długości wynosząca około 0,303 mm. Jednostka była elementem tradycyjnego systemu shaku-kan, opartego na systemie chińskim i znanego na Wyspach Japońskich od ok. VII–VIII w. System ten zasadniczo ustabilizował się za szogunatu Tokugawy, a w XX w. został wyparty przez system metryczny. Podstawową jednostką długości tradycyjnego systemu było shaku; jedno shaku równało się 1000 rin. W zależności od okresu i regionu rozmiar rin wynosił od ok. 0.296 do 0.303 mm.
1 rin = 1/10 bu = 1/100 sun = 1/1000 shaku = 1/6000 ken = 1/360 000 cho